# 12911 Goodhue
12911 Goodhue è un asteroide della fascia principale. Scoperto nel 1998, presenta un'orbita caratterizzata da un semiasse maggiore pari a 3,0945913 UA e da un'eccentricità di 0,1572226, inclinata di 2,43330° rispetto all'eclittica.